# Olena Stortschowa
Olena Stortschowa (ukrainisch Олена Сторчова, engl. Transkription Olena Storchova, auch russisch Елена Сторчовая – Jelena Stortschowaja – Yelena Storchovaya; * 23. Juni 1966) ist eine ehemalige ukrainische Mittelstreckenläuferin.
1993 wurde sie über 800 m Sechste bei den Leichtathletik-Hallenweltmeisterschaften in Toronto und schied über dieselbe Distanz bei den Leichtathletik-Weltmeisterschaften in Stuttgart im Vorlauf aus.
1994 wurde sie über 800 m Sechste bei den Leichtathletik-Halleneuropameisterschaften in Paris. 
1992 wurde sie ukrainische Meisterin über 800 m, 1994 über 1500 m.

## Persönliche Bestzeiten
- 800 m: 1:59,09 min, 30. Mai 1992, Kiew
  - Halle: 2:01,57 min, 13. März 1993, Toronto